# Spoorlijn Recklinghausen Ost - Recklinghausen Hauptbahnhof
De spoorlijn Recklinghausen Ost - Recklinghausen Hbf is een Duitse spoorlijn en is als spoorlijn 2224 onder beheer van DB Netze.

## Geschiedenis
Het traject werd door de Preußische Staatseisenbahnen geopend op 1 mei 1905.

## Treindiensten
De lijn is alleen in dienst voor goederenvervoer.

## Aansluitingen
In de volgende plaatsen is of was er een aansluiting op de volgende spoorlijnen:
Recklinghausen Ost
DB 2222, spoorlijn tussen Recklinghausen Süd en Recklinghausen Ost
DB 2250, spoorlijn tussen Oberhausen-Osterfeld Süd en Hamm
Recklinghausen-Hillen
DB 2223, spoorlijn tussen de aansluiting Blumenthal en Recklinghausen Hauptbahnhof
lijn tussen Recklinghausen Ost en Wanne Westhafen
Recklinghausen Hauptbahnhof
DB 2200, spoorlijn tussen aansluiting Wanne-Eickel en Hamburg
DB 2223, spoorlijn tussen de aansluiting Blumenthal en Recklinghausen Hauptbahnhof

## Elektrificatie
Het traject werd in 1967 geëlektrificeerd met een wisselspanning van 15.000 volt 16⅔ Hz.